# Big Boy Band
Big Boy Band je česká hudební skupina z Plzně působící na scéně předních českých Country festivalů (Starý dobrý western - Vsetín, Festival Tomáše Linky - Vochtánka, Country fontána,..). Založili ji společně bratři Lukáš a Ondřej Cvrkovi v květnu roku 2013. V průběhu let se složení i žánr kapely mnohokrát změnil. Avšak s nynější již ustálenou sestavou Big Boy Band se pohybuje ve vodách moderní americké Country. 

## Talent Country Rádia 2020
Tento rok se stává Big Boy Band první českou country kapelou v historii soutěže Talent Country Rádia, která zpívá své písně v anglickém jazyce, a to vše díky soutěžní písničce „Sittin' at The Bar“ z alba Outlaws. Zajímavostí je, že ji zpěvák a kytarista Ondřej Cvrk napsal cestou do studia, kde ji ten samý den nahrával.

## Současnost
V roce 2020 se ke kapele přidal kytarista Jan Kalous a bubeník Jaroslav Noga, kteří mají zkušenosti s Country hudbou z předchozích kapel Brand a Cejch. V tomto složení Big Boy Band odehrál řadu koncertů a nyní[kdy?] pracuje na nové desce, která by měla být po Outlaws jejich třetí.

## Současné obsazení
- Ondřej Cvrk – zpěv, kytara
- Lukáš Cvrk – zpěv, baskytara
- Jan Kalous – kytara
- Lubomír Cvrk – zpěv, kytara
- Jaroslav Noga – bicí

## Diskografie
- The Wind (2017)
- Outlaws (2020)